# Юски
Юски́ (рос. Юски, удм. Югурт) — село в Кезькому районі Удмуртії, Росія.
Населення — 294 особи (2010; 316 в 2002).
Національний склад станом на 2002 рік:
- удмурти — 89 %

Урбаноніми:
- вулиці — Перемоги, Праці, Садова, Шкільна